# Décrypthon
Décrypthon est un projet qui utilise les ressources du calcul distribué pour contribuer à la recherche médicale. Le nom du projet est formé de la contraction des mots « décrypter » et « Téléthon ».

## Présentation
Le programme Décrypthon est une plate-forme technologique fournissant la puissance de calcul nécessaire au traitement des données complexes de la biologie d’aujourd’hui, dont le volume est multiplié par deux chaque année. Il permet ainsi, grâce aux technologies dites de « grilles », de mettre en commun les capacités disponibles de plusieurs supercalculateurs (500 GFLOPS) installés par IBM dans six universités françaises (Bordeaux 1, Lille 1, Paris 6 Jussieu, ENS Lyon, Crihan à Rouen et Orsay) et/ou de simples ordinateurs personnels via le World Community Grid, ce dernier étant lui-même un projet tournant sur BOINC.
Une dizaine de projets scientifiques sélectionnés par appel d’offres ont été menés dans le cadre du programme Décrypthon.[Quand ?]

## Historique
Lors du Téléthon 2001, l’AFM et IBM lancent un appel à la mobilisation des internautes : « Mettez à la disposition de la recherche la puissance inutilisée de votre PC ». Objectif : réaliser la première cartographie du protéome : l'ensemble des protéines/molécules produites par les cellules.
Afin de mettre à bien ce projet, 75 000 internautes sont mobilisés, des milliards de calculs complexes effectués, 550 000 protéines du monde vivant cartographiées. C’est une véritable bibliothèque de comparaison des protéines des différentes espèces du monde vivant (animal, végétal, humain). Elle contient près de 2,2 millions de fichiers répartis en 17 000 répertoires.
Tout cela en moins de 2 mois, alors qu’il aurait fallu plus de 1 170 années pour le réaliser à l’aide d’un seul ordinateur. Chaque ordinateur a contribué à hauteur d’environ 133 heures, soit plus de 10 millions d’heures de calcul au total. 21 serveurs IBM ont hébergé l’ensemble des solutions et des données pendant toute la durée de l’opération.
Par la suite, l’AFM a lancé courant 2003 un appel d’offres pour promouvoir l'utilisation de cette base de connaissances. Quatre projets ont été retenus :
- un projet a été proposé par deux équipes du Département des Sciences de la Vie du CEA de Saclay (S Zinn-Justin et R Guerois) en association avec A. Poupon, du CNRS, laboratoire de génomique structurelle de la levure de l’université d’Orsay. Ce projet visait à étudier les relations entre la structure et les fonctions des protéines qui réduisent les risques d'anomalies génétiques chez l'homme et la levure.

Puis trois équipes de l’IGBMC d’Illkirch, J. Laporte et J.-L. Mandel, A. Pujol et J.-L. Mandel, G. Bey, F. Sirockin, F. Plevwniak et O. Poch ont proposé trois projets de complexité croissante :
- un premier projet concernait l’identification et la caractérisation de protéines impliquées dans plusieurs maladies neuromusculaires, ainsi que la prédiction des domaines protéiques et des fonctions tissu-spécifiques ;
- un deuxième projet a consisté à l’analyse des protéines d’un organite cellulaire, le peroxysome, qui est impliqué dans de nombreuses fonctions métaboliques essentielles ;
- le troisième projet, à l’échelle d’un organisme, consistait à l’identification de nouvelles cibles thérapeutiques potentielles chez Vibrio cholerae et les organismes Diabac (Diarrhoeal Bacteria) impliqués dans les pathologies diarrhéiques.

Deux projets ont été sélectionnés en 2003/2004. Le but était de démontrer la faisabilité d'un programme disposant de sa propre grille de calcul avant de le mettre à la disposition de toutes les équipes, de mettre en place la grille, et d’en tester le fonctionnement. Ces deux projets ont été portés sur la grille et en bénéficient pour leurs calculs.
Une convention est signée en mai 2004 entre l'AFM, le CNRS et IBM, officialisant le projet alors nommé Décrypthon basé sur une grille de serveurs fournis gracieusement par IBM à 6 universités partenaires.
Au cours de cette période, 6 nouveaux projets ont été réalisés ou sont toujours en cours[pas clair].

## Projets
(décembre 2019).
Ils sont au nombre de six :
- projet coordonné par Alessandra Carbone (Unité Inserm 511, responsable du laboratoire Génomique des microorganismes[1],Université Pierre-et-Marie-Curie), Large scale investigation of protein-protein, protein-DNA and protein-ligand interactions leading to drug targeting. Ce projet s'attache à mettre au point des outils informatiques pour repérer à la surface des protéines des sites d'interactions avec d’autres protéines, de l'ADN ou des ligands ; Alessandra Carbone a été distinguée Femme Scientifique de l'année en mars 2010 "pour avoir apporté une contribution personnelle remarquable dans le domaine de la recherche publique ou privée en France"[2].
- projet de Christophe Pouzat et Pascal Viot (CNRS UMR 8118, Université René Descartes, Paris V), Parallélisation d'une méthode de Monte-Carlo pour le tri des potentiels d'action : amélioration d'un outil pour la recherche fondamentale en neurosciences et le diagnostic des maladies neuromusculaires. Ce projet vise à automatiser le traitement des signaux de l'activité neuronale enregistrés par les médecins pour déceler les dysfonctionnements éventuels des neurones dans le cerveau ou des motoneurones qui commandent les fibres musculaires ;
- projet coordonné par Marc Robinson-Rechavi (Faculté de Biologie et de Médecine de l’université de Lausanne / ENS Lyon), Datamining de transcriptomes animaux pour annoter les processus neuromusculaires du génome humain. Ce projet permettra d’identifier précisément quels sont les gènes qui devraient s’exprimer (ou qui s’expriment à tort) dans les cellules musculaires, des informations capitales pour comprendre les maladies neuromusculaires ;
- projet coordonné par E.-K. Talbi (LIFL – Laboratoire d’Informatique Fondamentale de Lille, USTL, CNRS, INRIA, Villeneuve d’Ascq), Conformational sampling and docking on Grids: Application to neuromuscular diseases. Le but est de prédire, par calcul, la nature et le type des liaisons des molécules intervenant dans le fonctionnement de la cellule normale, et de développer la recherche « in silico » (par calcul) des moyens d’interférer avec les processus physiologiques normaux ou pathologiques – et donc de développer de façon rationnelle des médicaments ;
- projet coordonné par F. Relaix et O. Poch (Institut de Myologie, Paris – IGBMC, Illkirch), Large-scale identification of transcriptional networks during myogenesis. Ce projet a pour but d’identifier les mécanismes de transcription moléculaire dans l'évolution du muscle ;
- projet coordonné par M. Robinson-Rechavi et L. Schaeffer (Faculté de Biologie et de Médecine de l’université de Lausanne / ENS Lyon), Intégration d'approches multiples de génomique fonctionnelle pour comprendre le muscle.

## Par la suite
En 2007, le projet de l'équipe d'Alessandra Carbone lance sa phase préparatoire sur la grille de calcul mondiale et publique World Community Grid en calculant les interactions de 336 protéines. Il est alors connu sous le nom public « Lutte Contre la Dystrophie Musculaire ».
En 2009, après l'exploitation de l'expérience de la première phase, la deuxième étape du projet est lancée sur World Community Grid. Ce sont 150 000 internautes qui sont appelés pendant une année entière à se consacrer à l'achèvement de ce projet gigantesque. 

Le dernier projet (aujourd'hui terminé) était le projet Lutte Contre la Dystrophie Musculaire - Phase II.